# Veratrum stamineum
Veratrum stamineum är en nysrotsväxtart som beskrevs av Carl Maximowicz. Veratrum stamineum ingår i släktet nysrötter, och familjen nysrotsväxter. Inga underarter finns listade.

## Bildgalleri

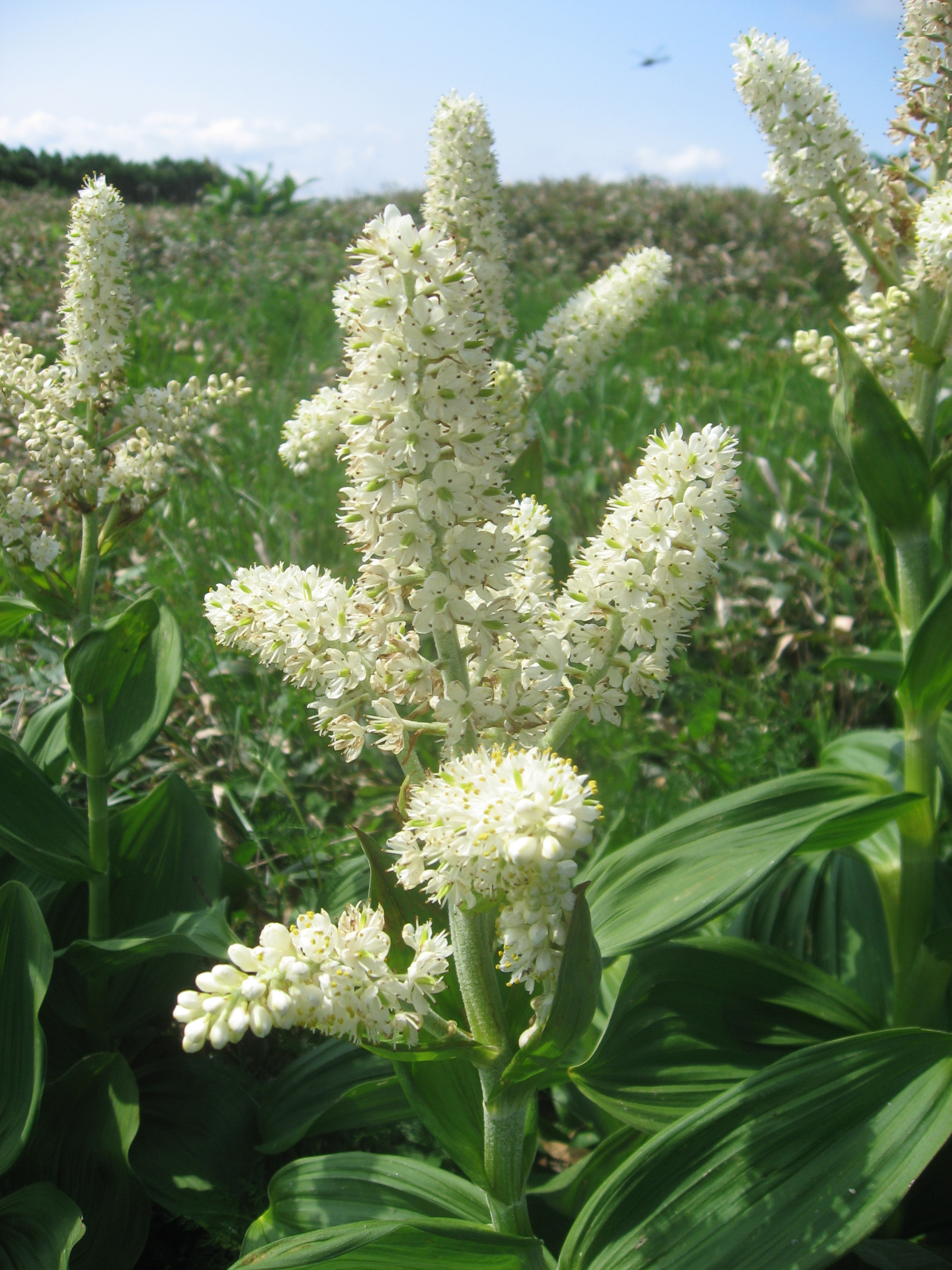
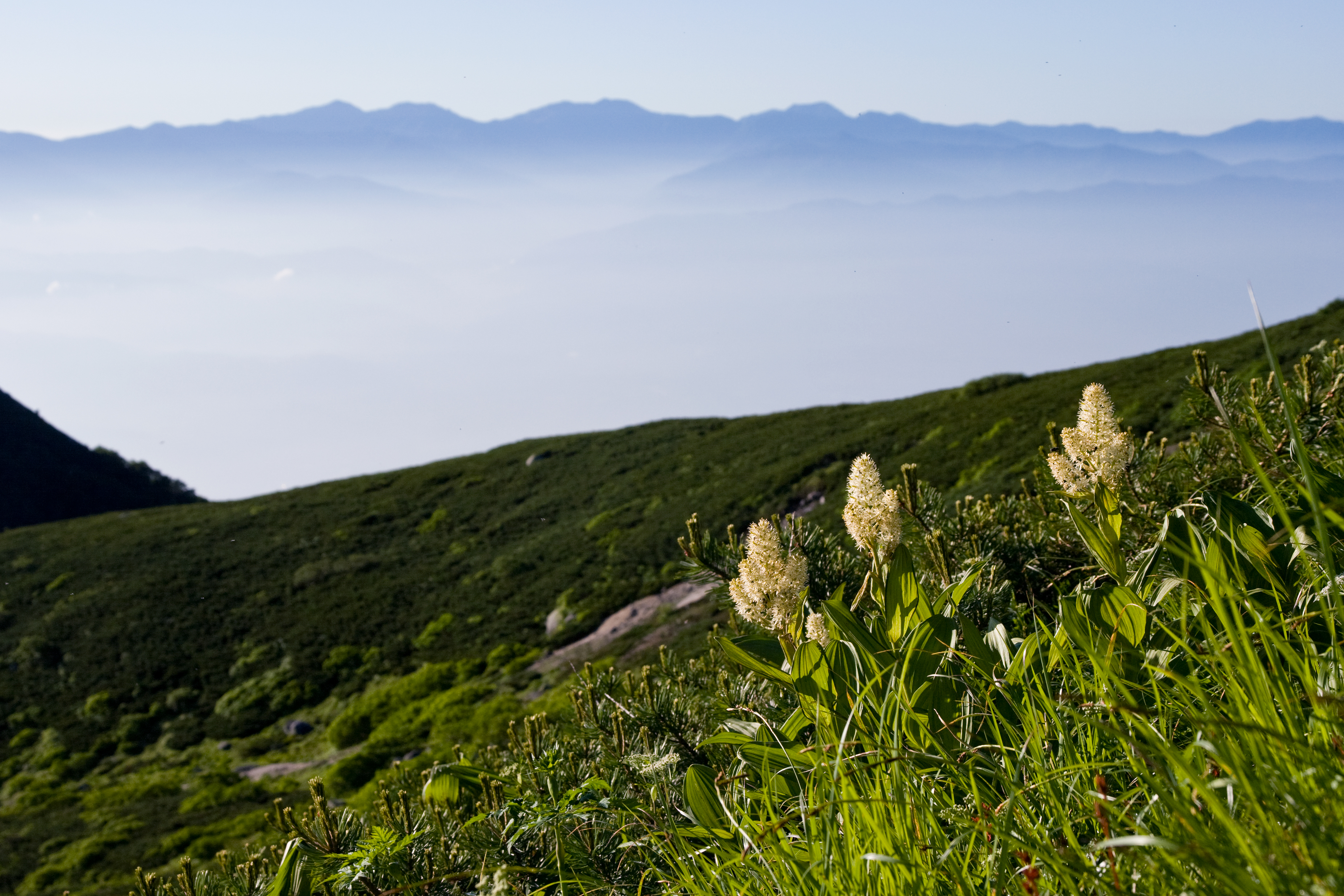
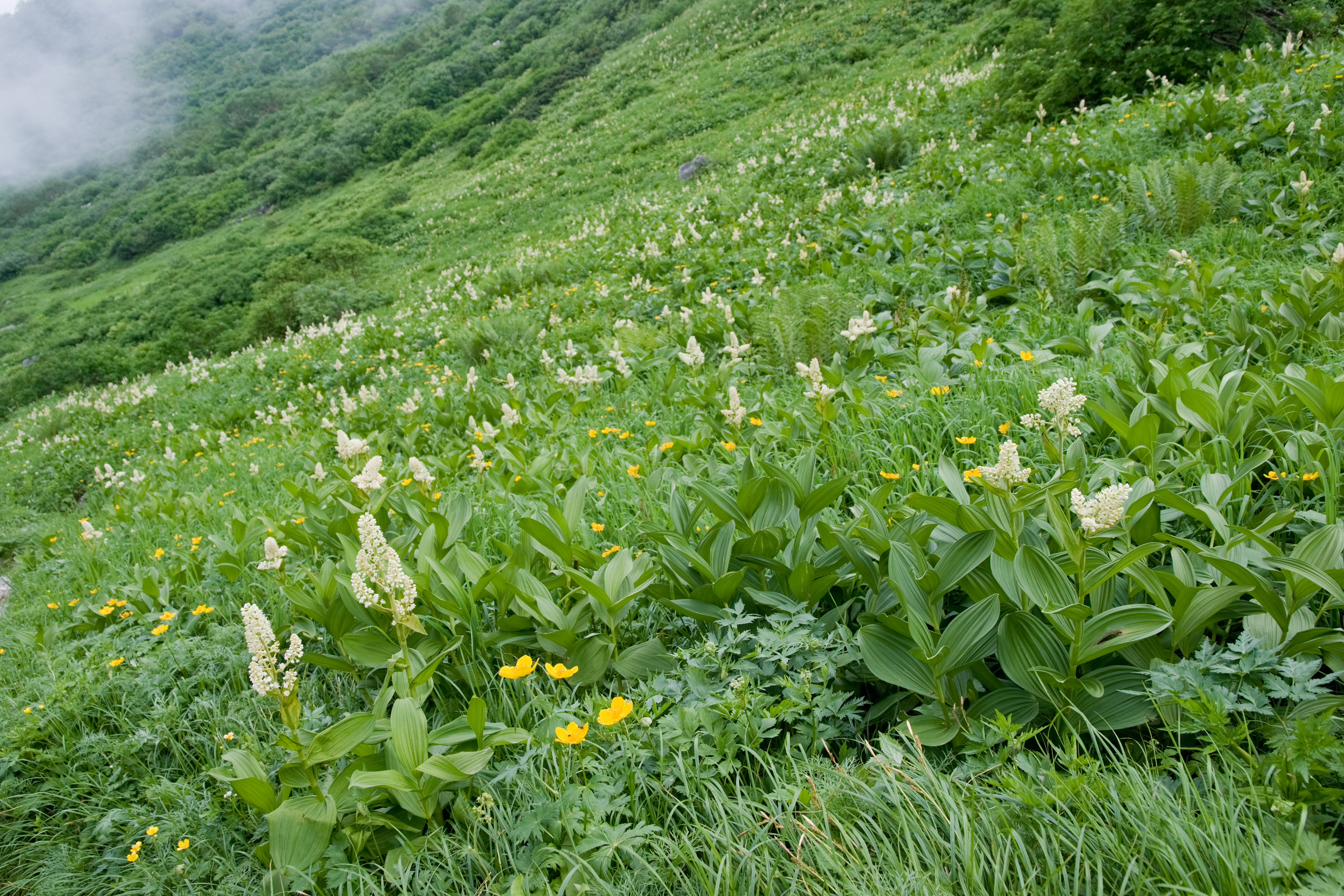
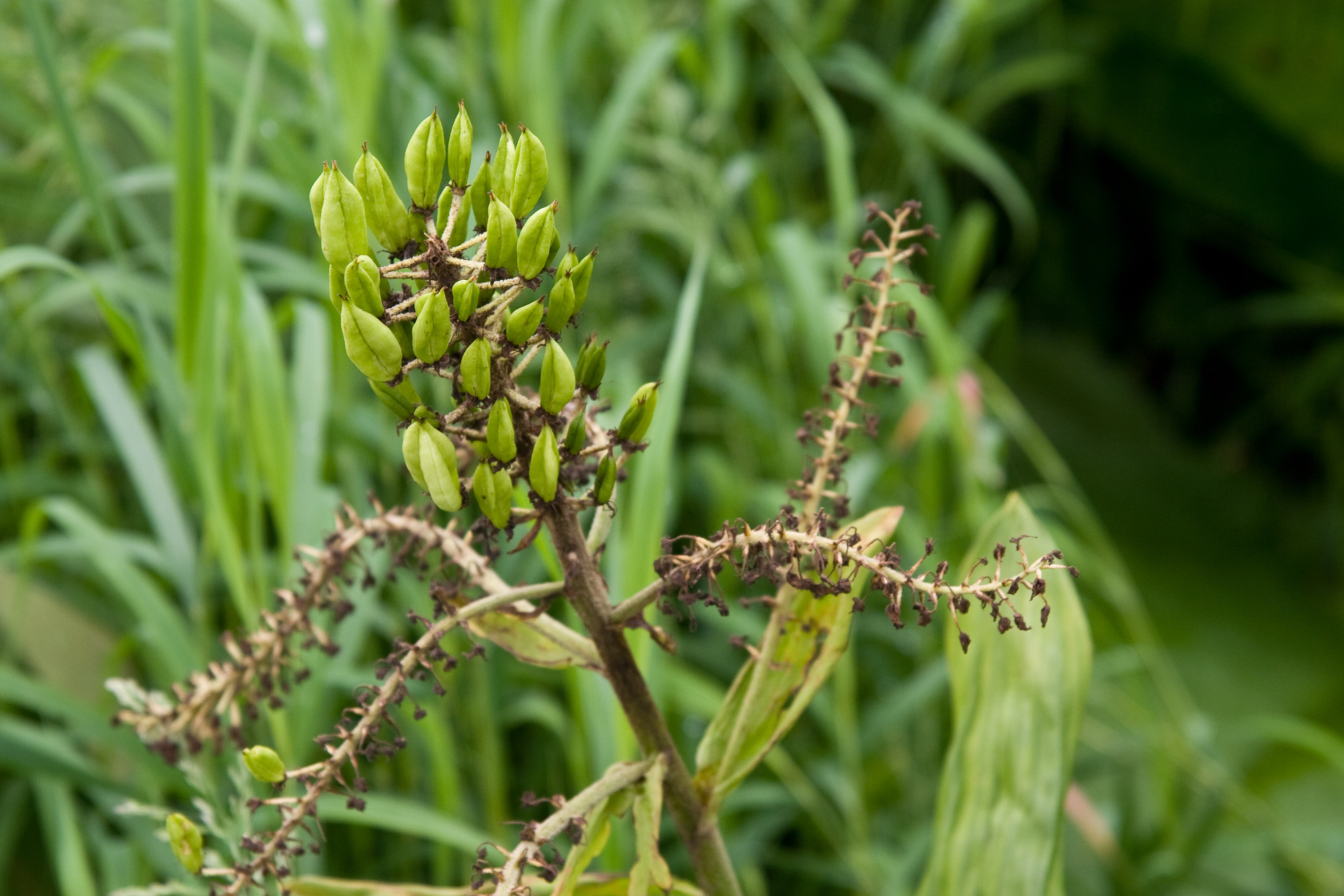
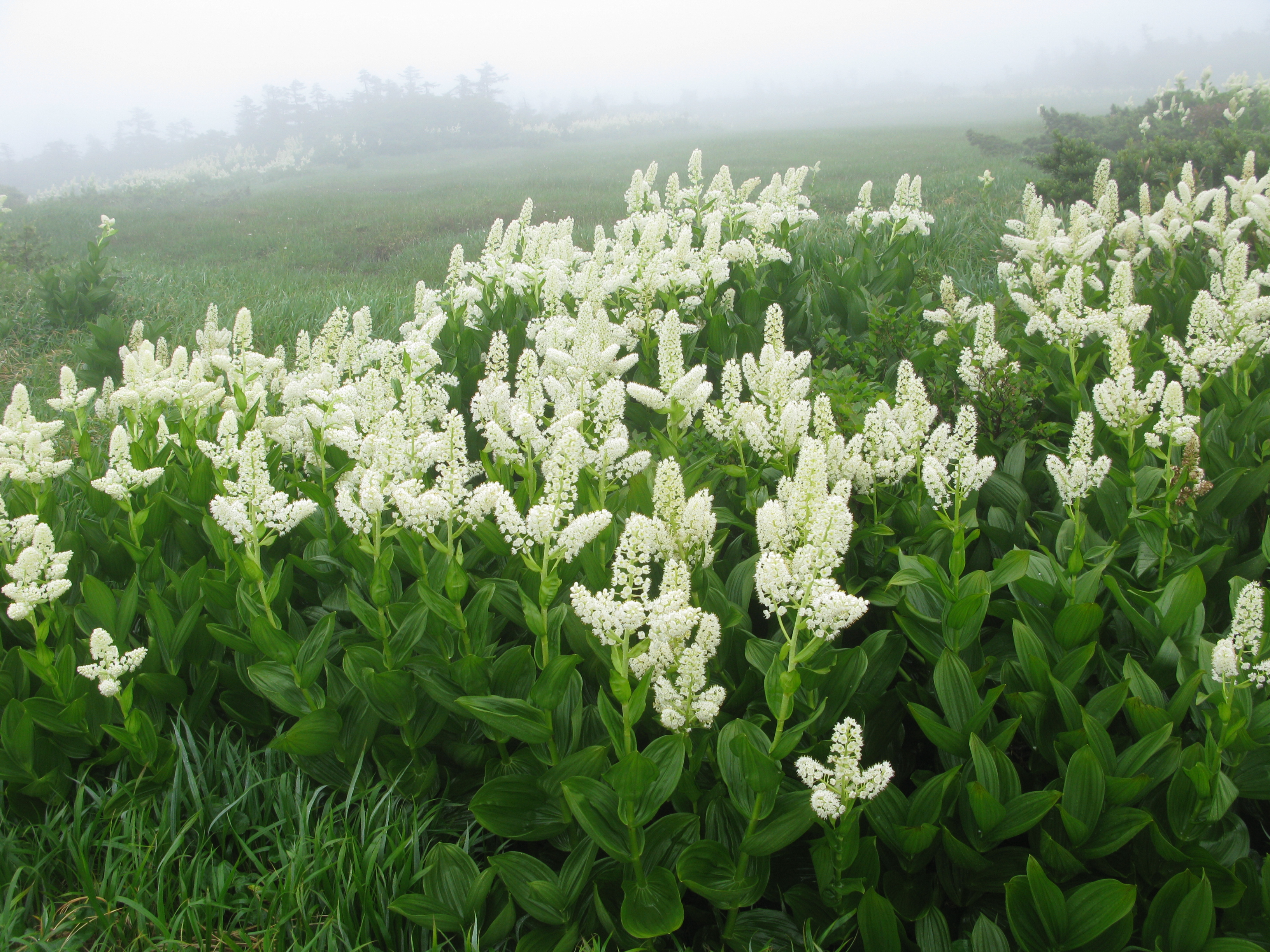
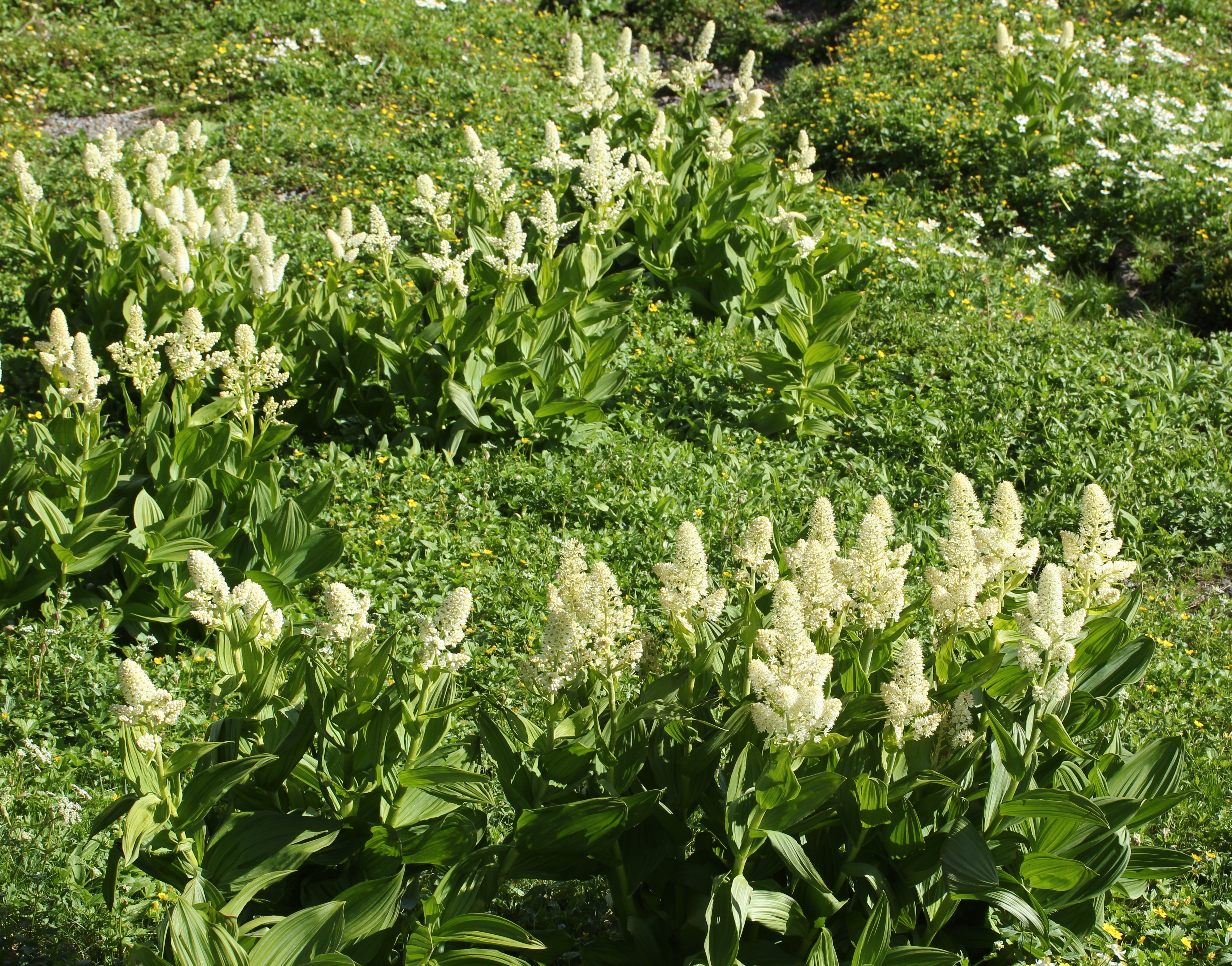